# Шумахер, Коринна
Коринна Шумахер, урождённая Беч (нем. Corinna Schumacher (Betsch); род. 2 марта 1969, Хальфер, Северный Рейн-Вестфалия) — немецкая спортсменка-конник, чемпионка Европы 2010 по верховой езде в стиле вестерн (NRHA), жена Михаэля Шумахера — семикратного чемпиона мира по автогонкам в классе «Формула-1». Посол организации «Люди за этичное обращение с животными» (PETA) с 2006 года, владелец двух ранчо — в Техасе и Швейцарии.

## Личная жизнь
Мать — Габриэлла Беч, отец — Райнер Беч. Родители развелись, когда Коринне было 13 лет.
С 1987 по ноябрь 1991 года встречалась с гонщиком Хайнцем-Харальдом Френтценом, будущим пилотом Формулы-1. В 1989 году он познакомил Коринну со своим соперником по гонкам Михаэлем Шумахером, с которым она начала встречаться после расставания с Френтценом и с началом участия Шумахера в Формуле-1. 1 августа 1995 года состоялась официальная церемония бракосочетания Михаэля и Коринны в родном городе Михаэля Керпене, 5 августа 1995 года — венчание.
20 февраля 1997 года у супругов родилась дочь Джина-Мария, 22 марта 1999 года — сын Мик.